# デヴィッド・ベッドフォード
デヴィッド・ベッドフォード（英語: David Vickerman Bedford、1937年8月4日 - 2011年10月1日）は、イギリスの作曲家、演奏家。クラシック音楽とポピュラー音楽の双方で活躍した。

## 人物
ロンドン出身。弟は指揮者のステュアート・ベッドフォード。祖父は作曲家・画家・作家のハーバート・ベッドフォード。祖母は作曲家のリザ・レーマン。
ベッドフォードは英国王立音楽院でレノックス・バークリーに師事し、音楽を学んだ。後にヴェネツィアでルイジ・ノーノに師事した。1960年代の末に、ケヴィン・エアーズのアルバム『おもちゃの歓び（Joy of a Toy）』のオーケストレーションを請け負い、キーボードの演奏でも参加した。その縁で、エアーズのバンド「ザ・ホール・ワールド（The Whole World）」のキーボーディストになった。
エアーズを通して、彼は当時、ザ・ホール・ワールドのベーシスト兼ギタリストだったマイク・オールドフィールドと知り合い、1970年代になって、彼はオールドフィールドのアルバム『オーケストラル・チューブラー・ベルズ（The Orchestral Tubular Bells）』のオーケストレーションと指揮を行った。オーケストラを交えたこのレコードはヴァージンレーベルをシリアスな音楽シーンに登場させることになった。引き続き、ベッドフォードはヴァージンレーベルに多くのレコードを残すことになる。オーケストラの迫力を見せるもの、ベッドフォード自身のキーボードを聞かせるものなどさまざまであった。後には、様々な種類のミュージシャンと共演した。例えばエルヴィス・コステロ、ロル・コックスヒル、a-ha、フランキー・ゴーズ・トゥ・ハリウッド、ロバート・ワイアット、マッドネス、ビリー・ブラッグらである。
その間もベッドフォードは常にアヴァンギャルドなクラシック作品を書き続けた。1971年の「Star Clusters, Nebulae and Places in Devon」（合唱と金管楽器のための）が知名度が高い。同年の「With 100 Kazoos」では器楽アンサンブルが聴衆の中から呼び出された人とカズーを演奏する。玄人と素人の共演という趣向は他にも見られ、例えば1986年の「Seascapes」ではフルオーケストラが学校の児童生徒と共演するし、1991年の「Stories From The Dreamtime」は40人の聾児とオーケストラのために書かれた。その他、委嘱による吹奏楽作品も手がけており、東京佼成ウインドオーケストラによる委嘱作品「カノンとカデンツァ」という作品もある。
1968年から1980年にかけて、ベッドフォードはロンドンにあるいくつかのセカンダリスクールで音楽を教えた。その際、大量の教育用音楽を作曲し注目された。彼はしばしば革新的な記譜法を用い、図形楽譜をも愛用した。子供や、その他伝統的な楽譜を読めない人々にも開かれた音楽となったのである。
総論としては、ベッドフォードの音楽には和声が停滞する傾向があり、むしろ音色とテクスチャーの変化をもとに構成されている。声楽を伴う作品ではアメリカの詩人ケネス・パッチェンの作品を用いることが多い。
1969年から1986年にかけて、ロンドンのクイーンズ・カレッジの常任作曲家であった。1996年にはイングリッシュ・シンフォニアの提携作曲家（Composer in Association）に採用された。2001年には、以前副代表をつとめた著作権管理団体PRS for Musicの代表になった。
2011年10月1日、死去。74歳没。

## エピソード
- 「The Song Of The White Horse」の録音の際、曲の最後にあらわれる最高音が余りに高いため、リードソプラノの Diana Coulson はヘリウムガスを吸入する必要があった[要出典]。

## ディスコグラフィ

### アルバム
- Two Poems For Chorus / Lux Aeterna / Succsim / Matka (1968年)
- Suddenly It's Evening / Music For Albion Moonlight (1970年)
- New Music From London (1970年)
- 『ナーセズ・ソング・ウィズ・エレファンツ』 - Nurses Song With Elephants(1972年)
- 『スターズ・エンド』 - Star's End (1974年) ※旧邦題『星界のはて』
- Paroles Tissees / Four Ronsard Sonnets / Tentacles Of The Dark Nebula (1974年)
- Viola Today (Dream / Sequenza VI / Viola [Open & Closed-Form Versions] / Spillihpnerak) (1974年)
- 『オーケストラル・チューブラー・ベルズ』 - The Orchestral Tubular Bells (1975年) ※ロイヤル・フィルハーモニック・オーケストラ With マイク・オールドフィールド
- 『ザ・ライム・オブ・エンシェント・マリナー』 - The Rime Of The Ancient Mariner (1975年)
- 『オデッセイ』 - The Odyssey (1976年)
- 『天上の神話』 - Instructions For Angels (1977年)
- Modern British Piano Music (1982年)
- Star Clusters, Nebulae & Places In Devon / The Song Of The White Horse (1983年)
- Rigel 9 (1985年) ※アーシュラ・K・ル＝グウィンと連名
- Great Equatorial (1994年)
- Variations On A Rhythm Of Mike Oldfield (1995年) ※トム・ニューマン、マイク・オールドフィールドと連名
- 『ガーデン・オブ・ラヴ』 - The Garden Of Love (1997年) ※ケヴィン・エアーズ、マイク・オールドフィールド、ロバート・ワイアット、ロル・コックスヒル等と連名
- Alleluia Timpanis • Symphony No 1 • Recorder Concerto • Twelve Hours Of Sunset (1998年)
- My Mother, My Sister And I album art (1999年)
- The Great Learning / Two Poems (2002年)
- Contemporary British Organ Music Volume 3 (2011年)
- Quincunx / And Suddenly It's Evening / Music For Albion Moonlight (2011年)
- 『オデッセイ・ライヴ』 - The Odyssey Live (2011年)
- The Music Of David Bedford: Timothy Reynish International Repertoire Recordings Volume 10 (2016年)